# Cefalió
|  | No s'ha de confondre amb el també historiador Cefaló, natural de Gergis. |

Cefalió (en grec antic: Κεφαλίων, llatí: Cephalion) fou un retòric de l'antiga Grècia que va viure en temps de l'emperador Hadrià i que va destacar per la seva obra historiogràfica, avui perduda i coneguda solament per fragments citats d'altres autors.
Segons la Suda, es va veure forçat a anar a viure a l'exili per enemistat amb els governants, i es va establir a Sicília. Era autor de discursos i altres obres, però particularment va ser conegut per la seva obra historiogràfica i d'una extensió de nou llibres.
L'extensió cronològica d'aquesta obra, que la Suda caracteritza com a miscel·lània (παντοδαπαὶ ἱστιρίαι) i Foci la descriu com a concisa, anava de Ninos, fundador de Nínive, i Semíramis, fins al temps d'Alexandre el Gran. Estava escrit en dialecte jònic, i Cefalió el va dividir en nou llibres, cadascun dels quals portava el nom d'una Musa, a imitació d'Heròdot.
L'obra va ser molt ben considerada pels antics, a jutjar pel fet que els autors medievals encara el llegien, i, de fet, el valoraven positivament (Malales, Sincel·le, Foci i Tzetzes). L'anàlisi moderna, en canvi, deixa l'autor en una mala posició: no sembla que la seva afirmació que, només pels cinc primers llibres, consultàs 140 autors i més de 2.000 volums, sigui gaire fiable. De fet, el que diu del període assiri sembla tot extret de Ctèsies, sense gaire criticisme.
És possible que el nom de Cefalió no sigui més que un pseudònim emprat pel vertader autor, imitació del que feu Hegesíanax amb el pseudònim de Cefaló, amb el qual s'hauria inspirat. Els autors que el fan natural de Gèrgita cauen en l'error que ja arrossega la Suda: qui era natural de Gèrgita o Gergis era Cefaló, no pas Cefalió.